# المعطن (بعدان)

تعديل مصدري - تعديل

المعطن محلة تابعة لقرية سوق الاحد، التابعة لعزلة الحرث بمديرية بعدان إحدى مديريات محافظة إب في الجمهورية اليمنية، بلغ تعداد سكانها 32 حسب تعداد اليمن لعام 2004.